# Манкі-Бей
Ма́нкі-Бей (англ. Monkey Bay) — селище, центральний населений пункт у складі дистрикту Мангочі Південного регіону Малаві.
Населення — 14955 осіб (2018, 11246 у 2008, 10749 у 1998, 5649 у 1987).